# Sheryl Morgan
Sheryl Morgan (Jamaica, 6 de noviembre de 1983) es una atleta jamaicana especializada en la prueba de 4x400 m, en la que consiguió ser subcampeona mundial en pista cubierta en 2003.

## Carrera deportiva
En el Campeonato Mundial de Atletismo en Pista Cubierta de 2003 ganó la medalla de plata en los relevos de 4x400 metros, llegando a meta en un tiempo de 3:31.23 segundos, tras Rusia y por delante de Estados Unidos (bronce).